# Лукницкий, Сергей Павлович
Серге́й Па́влович Лукни́цкий (6 февраля 1954, Москва — 27 июля 2008, Москва) — русский советский писатель и поэт, журналист, учёный-правовед, член Союза писателей России, кандидат географических наук (1989), доктор социологических наук (1998), профессор, действительный член Академии информатизации (отделение прав человека) (1999), действительный член Русского географического общества РАН.
Лукницкий — автор 6 романов и более 20 повестей, в числе которых «Фруктовые часы», «Весёленькая справедливость», «Бином всевышнего», «Начало Водолея» и другие. Среди главных тем его произведений: право и СМИ, конец света и внеземные миры, любовь и чувственность, поворот вспять биологических часов человека и клонирование, путешествия во времени и пространстве. Его перу принадлежат несколько детективов, детские сказки для взрослых, а также стихи, которые автор называл стихоВТОрениями.
Многие годы Лукницкий работал на стыке литературы и правоведения. Главное дело его жизни — подготовка обширных материалов для реабилитации поэта Николая Гумилёва.

## Биография
Родился в семье писателей Павла и Веры Лукницких. В 1971 году поступил на факультет журналистики Ленинградского госуниверситета. Одновременно занимался живописью на курсах при Ленинградском институте живописи, скульптуры и архитектуры им. И. Е. Репина. Через год был переведен в МГУ. После окончания университета работал специальным корреспондентом по РСФСР, позже — редактор отдела «Литературной газеты» (1975—1979).
В 1979—1984 гг. — консультант Прокуратуры СССР по делам прессы.
В 1983 году Лукницкий окончил Московскую Юридическую Академию, получив специальность юриста-правоведа. В следующем году был приглашен создать и возглавить пресс-бюро МВД СССР, в 1988 году организовал информационно-издательский отдел Советского Фонда культуры под руководством Д. С. Лихачёва. 20 лет жизни посвятил делу реабилитации Николая Гумилёва, которая состоялась только в 1991 году. 
О перипетиях и трудностях реабилитации поэта написал книгу «"Дело" Гумилёва», М., 1996. Жанр своего труда назвал «социально-правовое исследование».
В 1989—1993 гг. был заместителем секретаря Союза юристов СССР по связям с общественностью и СМИ.
В 1993—1994 — начальник управления Министерства информации и печати Российской Федерации, начальник Главной государственной инспекции Мининформпечати РФ по защите печати и средств массовой информации.
Работал заместителем главного редактора «Юридической газеты», заместителем руководителя Федеральной службы России по телевидению и радиовещанию.
В последнее годы занимал пост заместителя президента Гильдии российских адвокатов, помощника руководителя Федеральной службы по интеллектуальной собственности, патентам и товарным знакам, советником Председателя Государственного Комитета РФ по антимонопольной политике.
Скоропостижно скончался 27 июля 2008 года в Москве.

## Научная деятельность
Область научных интересов Лукницкого: правовое обеспечение средств массовой информации, информационное обеспечение правоохранительных органов.
С. Лукницкий — автор научных трудов и монографий, таких как:
- Правоохранительные органы и печать (монография, 1996),
- Информационная ниша антимонопольной политики (монография, 1997),
- Государство и информация (монография, 1997),
- Печать и политика (сборник статей, 1997),
- Россия и печать: век антиСМИитизма (1998).
- "Дело" Гумилёва ( опыт правовой полемики) 1996.
- Есть много способов убить поэта (социально-правовое исследование)  2002.